# Ascanio Filomarino
Ascanio Filomarino (ur. w 1583 w Neapolu, zm. 3 listopada 1666 tamże) – włoski kardynał.

## Życiorys
Urodził się w 1583 roku w Neapolu, jako syn Claudia Filomarino i Porzii di Leonessy. Studiował w Benewencie, gdzie uzyskał doktorat z prawa. W młodości został kanonikiem bazyliki liberiańskiej i odmówił objęcia archidiecezji Salerno. 16 grudnia 1641 roku został kreowany kardynałem prezbiterem i otrzymał kościół tytularny Santa Maria in Ara Coeli. Tego samego dnia został wybrany arcybiskupem Neapolu, a 19 stycznia 1642 roku przyjął sakrę. Zmarł 3 listopada 1666 roku w Neapolu.